# Hugolin Magalotti
Hugolin Magalotti (ur. ok. 1320 w Camertis, zm. 11 grudnia 1373) – włoski tercjarz franciszkański (OFS) i pustelnik, błogosławiony Kościoła katolickiego.
Hugolin urodził się w XIV w. we wsi Camertis w rodzinie szlacheckiej. Po wczesnej śmierci matki, opiekę przejął ojciec. Hugolin rozwijał się duchowo i był pozytywnym przykładem dla otoczenia. Za wzór do naśladowania obrał Pismo Święte i życie według jego zasad.
Po śmierci ojca wstąpił do III Zakonu św. Franciszka, a odziedziczony majątek sprzedał go, rozdając otrzymane pieniądze biednym, sierotom i wdowom. Sam żył w bardzo surowych warunkach, narzucając sobie rygorystyczne posty i pokuty. Powierzając się opiece Boga, odpierał kuszenie szatana.
Po krótkiej chorobie i przyjęciu sakramentów zmarł 11 grudnia 1373.
Okoliczni mieszkańcy zaczęli oddawać mu cześć z powodu licznych cudów, które za jego wstawiennictwem się działy. Jego kult potwierdził papież Pius IX (1846-1878), a Leon XIII (1878-1903) dał z kolei przyzwolenie, aby na cześć  Hugolina odprawiano w zakonie franciszkańskim oficjum i mszę świętą.
Wspomnienie liturgiczne bł. Hugolina w Kościele katolickim obchodzone jest w dies natalis (11 grudnia).